# Waite Stirling
Waite Hockin Stirling (Inglaterra, 1829-Inglaterra, 19 de noviembre de 1923) fue un misionero del siglo XIX de la Sociedad Misionera Patagónica (luego conocida como Sociedad Misionera de América del Sur) y fue el primer obispo anglicano de las islas Malvinas.
En 1852 fue ordenado sacerdote de la Iglesia Anglicana de Inglaterra; 
Contrajo matrimonio con Louisa Jane Phinn en 1853, con quien tuvo dos hijas.
A mediados del siglo XIX la Sociedad Misionera padeció varias pérdidas importantes y contratiempos en el proyecto para los yaganes en Tierra del Fuego. En 1851 el capitán Allen Gardiner y sus compañeros murieron de inanición en la isla Picton, ubicada en el canal Beagle. En 1859 los yaganes masacraron a un grupo de misioneros en caleta Wulaia, isla Navarino.
En 1854 la Sociedad volvió a establecer su base misionera en la isla Vigía de las islas Malvinas; Stirling devenía secretario de la misión en Inglaterra y en 1861 fue a la isla Vigía como superintendente de la misión. Desde allí restableció contacto con los yaganes de Tierra del Fuego. En enero de 1869 se trasladó a Ushuaia donde sirvió como misionero durante siete meses.

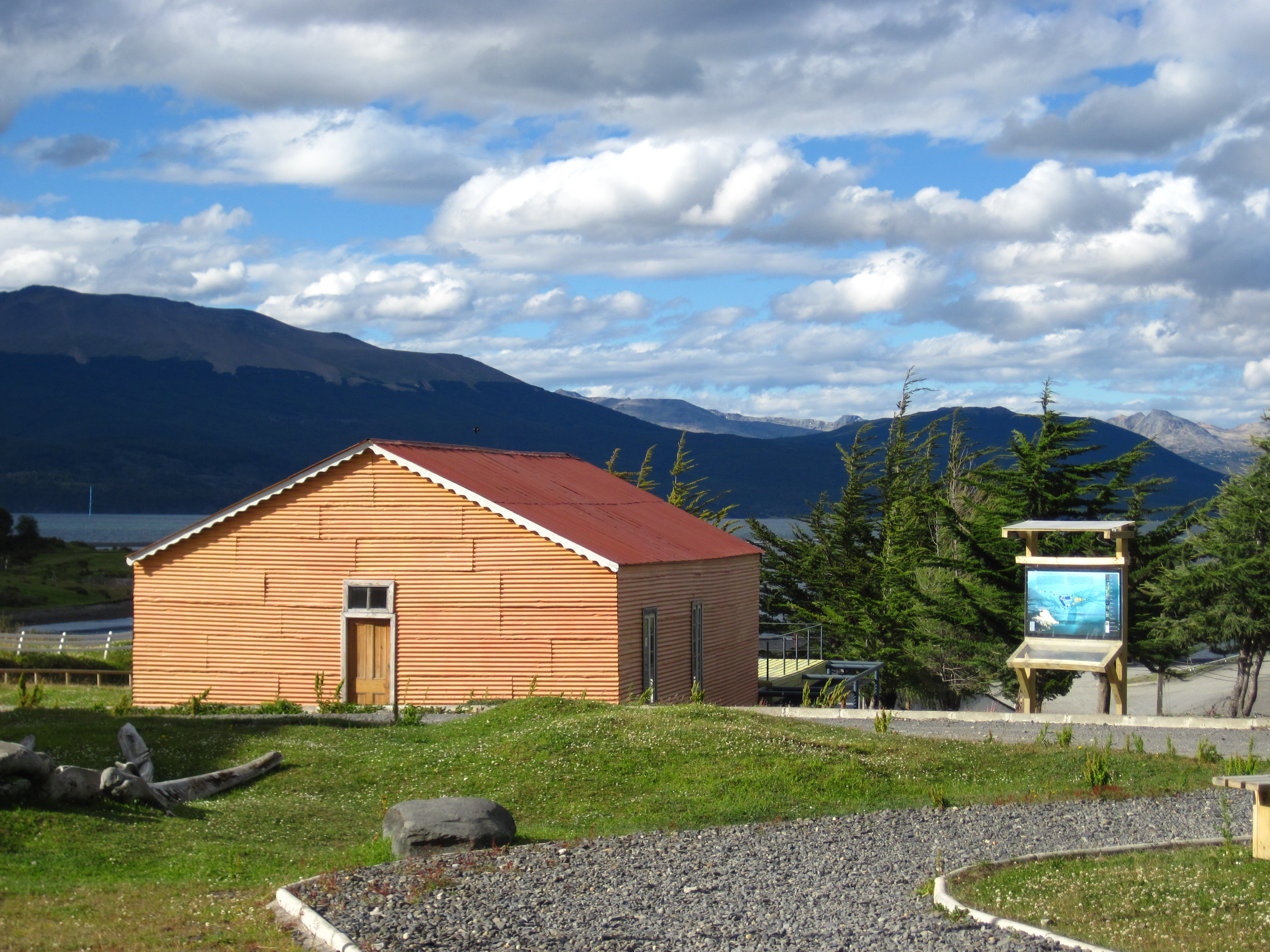
Casa perteneciente al misionero anglicano Waite Hockin Stirling, trasladada desde su último emplazamiento, a orillas del canal Murray, en la isla chilena de Navarino, a la capital de esa isla, Puerto Williams, para funcionar como un museo de los religiosos ingleses que se aventuraron en el canal Beagle a fines de 1800.

Mientras servía en Ushuaia como "solitario centinela de Dios", como se llamaba a sí mismo, fue convocado a Londres para ser consagrado el 21 de diciembre de 1869 en la Abadía de Westminster como obispo de las Islas Malvinas. Siete capellanes consulares en América del Sur y varios capellanes de compañía privados fueron colocados bajo la jurisdicción de Stirling. Dedicó sus primeros años estableciendo su autoridad sobre el clero y las congregaciones, que resentían a este "advenedizo" episcopal y pensaban que aún le debían lealtad al obispo de Londres, anterior responsable de la supervisión de las capellanías consulares y coloniales en ultramar.
La misión anglicana en Ushuaia fue expandida por Thomas Bridges y George Lewis, quienes vivieron allí con sus familias desde 1871. Más tarde reubicada en Tierra del Fuego, la misión fue continuada por otros ministros hasta 1916.
El 14 de enero de 1872 le fue asignado su "Trono y Silla Episcopal" por el capellán colonial, el reverendo Charles Bull. Su entronización era para tener lugar en el Exchange Building en Puerto Argentino; aun así, Stirling rechazó ser entronizado en "medio de un edificio comercial" porque no es una catedral. Después de que una pared del Exchange Building fuese destruida en 1886, se construyó la Catedral de Stanley, consagrada en 1892.
Stirling dimitió de la diócesis de Malvinas en 1900 para devenir en canónigo y obispo auxiliar en la Catedral de Wells en Inglaterra. Sirvió allí durante 20 años hasta su retiro a los 91 años.
Escritos de Waite Stirling
- South American missions: other sheep. Occasional papers in illustration of the history and work of the South American Missionary Society, n.º 1. (en inglés). Londres: Wm. Clowes and Sons, Limited, 188?.
- South American missions: how a "good soldier of Jesus Christ" died. Occasional papers in illustration of the history and work of the South American Missionary Society, n.º 2. (en inglés). Londres: Wm. Clowes and Sons, Limited, 1881?.
- South American missions: Lota. Occasional papers in illustration of the history and work of the South American Missionary Society, n.º 3. (en inglés). Londres: Wm. Clowes and Sons, Limited, 188?.

Libros
- John W Marsh; Waite Hockin Stirling, Bp. of the Falkland Islands. The story of Commander Allen Gardiner, R.N.: with sketches of missionary work in South America. (en inglés). Londres: J. Nisbet, 1880?. OCLC 221190192